# Van Tuong Nguyen
Van Tuong Nguyen, född 17 augusti 1980 i Thailand, död 2 december 2005, var en vietnamesisk och australisk brottsling.
Van Tuong Nguyen avrättades genom hängning i Changifängelset i Singapore, efter att han blivit dömd till döden, sedan han två år tidigare gripits på Singapores flygplats med heroin på sig. Avrättningen har skapat motsättningar mellan Australien, som är Van Tuong Nguyens hemland, och Singapore, sedan Australiens premiärminister John Howard fem gånger har vädjat för den dömdes liv.